# 메시에 70
메시에 70(Messier 70, NGC 6681, GCI 101)은 궁수자리에 있는 구상 성단이다. 1780년 샤를 메시에에 의해 발견되었다. 이 성단 주변에 유명한 헤일-밥 혜성이 1995년에 발견되었다.
지구에서 약 29,400광년, 은하중심에서 약 6,500광년 떨어져 있다.

## 같이 보기
- 메시에 천체 목록